# Talbot Horizon
Talbot Horizon byl automobil nižší střední třídy, který v letech 1977 až 1986 vyráběla francouzská automobilka Talbot. Jeho předchůdcem byl vůz Simca 1100. Někde byl prodáván pod názvy Simca Horizon. V USA se prodával pod názvy Plymouth Horizon nebo Dodge Omni.    

## Popis vozu
Jednalo se o pětidveřový hatchback s řadovým čtyřválcovým motorem vpředu a pohonem předních kol. Americké verze používaly jiné větší motory. Vůz byl navrhován jak pro evropský, tak pro americký trh. Vůz zvítězil v anketě Evropský automobil roku 1979. V roce 1981 a 1985 prošel vůz drobnými facelifty.

### Motory Talbot / Simca Horizon
- 1.1 L Simca
- 1.3 L Simca
- 1.5 L Simca
- 1.9 L diesel Peugeot

### Plymouth Horizon, Expo / Dodge Omni
- 1.6 L Simca
- 1.7 L Volkswagen
- 2.2 L Chrysler

## Závodní verze

### Verze pro skupinu B
Koncern PSA připravoval i speciál pro vstup do skupiny B. Vůz Talbot Horizon měl nahradit úspěšný Talbot Sunbeam Lotus. Také na vývoji tohoto typu se podílela automobilka Lotus, která měla i dodat pro vůz motor. Ten měl být umístěn za předními sedadly. Byly postaveny pouze dva prototypy, než byl projekt zastaven v roce 1981. Tehdy se na scéně objevilo Audi Quattro, které mělo pohon všech kol a tak se koncern rozhodl projekt tohoto typu zastavit a začít pracovat na vozu stejné koncepce s pohonem 4x4.